# Epitola adolphifriderici
Epitola adolphifriderici is een vlinder uit de familie van de Lycaenidae. De wetenschappelijke naam van de soort is voor het eerst geldig gepubliceerd in 1911 door Schultze.